# Polyalthia ramiflora
Polyalthia ramiflora är en kirimojaväxtart som beskrevs av Elmer Drew Merrill. Polyalthia ramiflora ingår i släktet Polyalthia och familjen kirimojaväxter. Inga underarter finns listade i Catalogue of Life.